# Sharpes drongo
Sharpes drongo (Dicrurus sharpei) is een zangvogelsoort uit de familie Dicruridae (drongo's). De soort werd al in 1879 als ondersoort van de rechtstaartdrongo (D. ludwigii) beschreven. Sharpes drongo is na onderzoek, dat tussen 2018 en 2021 werd gepubliceerd, als aparte soort afgesplitst waarbij de westelijke rechtstaartdrongo mede als ondersoort aan dit taxon is toegevoegd.

## Verspreiding en leefgebied
Sharpes drongo komt voor in westelijk en centraal Afrika en telt twee ondersoorten:
- D. s. sharpei: van Nigeria (oostelijk van de rivier de Niger) tot westelijk Kenia en noordwestelijk Angola.
- D. s. occidentalis: van Senegal tot Nigeria (westelijk van de rivier de Niger).

## Status
De grootte van de populatie is niet gekwantificeerd maar de soort wordt omschreven als vrij algemeen. Op de Rode lijst van de IUCN heeft deze soort de status niet bedreigd.